# دبیرستان هسته‌ای
دبیرستان هسته‌ای (Class of Nuke 'Em High) فیلمی به مدت ۸۵ دقیقه در سبک علمی–تخیلی و کمدی ترسناک به کارگردانی ریچارد دبلیو. هینز با بازی جانل بریدی محصول کشور ایالات متحده آمریکا است.